# Colegio Alexander Bain
Grupo Alexander Bain es un sistema de escuelas privadas de México.
Sus planteles:
- Bachillerato Alexander Bain en Tlacopac, San Ángel, Álvaro Obregón, D.F..[1]
- Colegio Alexander Bain, una preescolar y primaria en Tlacopac
- Instituto Alexander Bain (IAB) en Pedregal de San Ángel, con preescolar y primaria
- Alexander Bain Irapuato (ABI) en Irapuato, Guanajuato

La Escuela Alexander Bain era un plantel, pero se separó debido a un conflicto legal que involucra a los hijos de los fundadores.